# Jeremy
Jeremy је песма америчког гранџ бенда Перл џем са њиховог дебитантског албума Ten из 1991. године. Ово је једна од најпознатијих песама ове групе, а бенд је за ову песму уједно добио и МТВ награду као спот године. Песму је написао басиста Џеф Ејмент, а текст певач и фронтмен групе Еди Ведер. Ведера је инспирисао један чланак у новинама у коме је писало да се петнаестогодишњи дечак по имену Џереми убио пред својим разредом. Песма Jeremy представља један од синглова са албума Ten уз песме Black, Alive и Even Flow.